# Michał Lorenc
Michał Lorenc (* 1955 Varšava) je polský hudební skladatel, oceněný Českými lvy za nejlepší hudbu k filmům Je třeba zabít Sekala (1998) a Masaryk (2016).
Řádem bílé orlice byl vyznamenán 3. května 2016.

## Filmová hudba
- Je třeba zabít Sekala
- Babí léto
- Masaryk